# Dichaetaria wightii
Dichaetaria es un género monotípico de plantas herbáceas perteneciente a la familia de las poáceas. Su única especie, Dichaetaria wightii Nees ex Steud., es originaria de India y sri Lanka.

## Descripción
Es una planta perenne, de rizomas cortos; tallos de 4–7 dm de long. Las hojas mayormente son basales, de 1 a 3 dm de long. y 1 a 6 mm de ancho; lígulas con membrana ciliolada. Ápex atenuado; filiforme. Su inflorescencia es una panícula abierta, lineal; efusa; de 10–25 cm de long. Con 1–6 flórulas fértiles en cada brazo.

## Distribución y hábitat
Es endémica de Asia tropical, en especial de la India donde es una especie de sombra que se encuentra en los bosques.

## Taxonomía
Dichaetaria wightii fue descrita por Nees ex Steud. y publicado en Synopsis Plantarum Glumacearum 1: 145. 1855[1854].
Sinonimia
- Aristida linarifolia Rottler ex Hook.f.
- Gymnopogon rigidus Thwaites
- Gymnopogon wightii (Steud.) Koord.[3][4]